# Lo stagno delle ninfee, armonia rosa
Lo stagno delle ninfee, armonia rosa è un dipinto a olio su tela (89,5x100 cm) realizzato nel 1900 dal pittore francese Claude Monet. È  conservato nel Musée d'Orsay di Parigi.
Il dipinto rappresenta un ponte giapponese nel giardino di Monet a Giverny.